# 高木晋介
高木晋介（たかぎしんすけ）

## 来歴・人物
東京都出身。ワイドショー番組「ビッグトゥデイ」「おはよう!ナイスデイ」のディレクターを歴任し、その手腕を買われ、「情報プレゼンター とくダネ!」の立ち上げの中心人物として活躍。「とくダネ!」の視聴率が横並びトップの常連になり、その人気が安定したところで人事部へと異動。採用担当として、中野美奈子、中村仁美、平井理央、本田朋子、加藤綾子らを発掘。
2007年に「就職の神様2007」出演。2008年は「お台場冒険ファイナル」の隊長として、「バーチャル縄電車」「ザ・社員食堂」を担当。2010年に「LIAR GAME The Final Stage」で、2011年にマルモのおきてでそれぞれ宣伝広告を担当。
元部下に渡邉卓哉がいる。